# 下新田 (川崎市)
下新田（しもしんでん）は、神奈川県川崎市に存在した大字。旧橘樹郡下新田村、橘樹郡田島町下新田。1936年（昭和11年）に全域が浅田町の一部となり消滅した。

## 地理
沿岸部を開拓して設けられた新田であり、土地は平坦で砂混じりであったが、終戦後にアメリカ軍がかさ上げを行い、川崎区内で地盤がもっとも高くなったという。南端は海岸であったが、明治から大正にかけて南側の埋め立てが進み、堤防の跡地に海岸電気軌道が通された。

## 歴史
二ヶ領用水で川崎領の端まで農業用水が確保できるようになったのを受け、『新編武蔵風土記稿』によれば1618年（元和4年）に開墾されたという。開墾から幕末まで天領であり、村高は、正保期の『武蔵田園簿』で103石3斗あまり、『元禄郷帳』、『天保郷帳』、幕末の『旧高旧領取調帳』ではいずれも122石1斗あまりとなっていた。『新編武蔵風土記稿』で家数31軒。用水としては前述のように二ヶ領用水を用いたが、1821年（文政4年）には旱魃と上流側での取水により下流まで水が来なくなり、川崎領20か村で溝口村の名主を襲撃するという溝口水騒動が勃発している。
明治維新後も、大正末期までは農村・漁村として推移していたが、関東大震災後には産業道路（後の神奈川県道6号東京大師横浜線）の整備や沿岸部の工業化が進み、人口は増大していった。その人口を背景として隣の潮田から当地にまで商店街が伸び、「夜店通り」として親しまれた。
1936年（昭和11年）には耕地整理が行われた結果、小田の浅間前と下新田を合わせ、名称も合成した浅田町が設置され、下新田は消滅した。

### 地名の由来
潮田村の下に位置する新田であったことからその名が付いたという。ただ、明治以降大区小区制や町村制で小田と同じ区分となったこともあり、いつしか生活コミュニティは小田と一体化していった。

### 沿革
- 1618年（元和4年）- 開拓される。
- 1697年（元禄10年）- 検地[1][4]。
- 1725年（享保10年）- 川崎宿の助郷村となる[2]。
- 1821年（文政4年）- 溝口水騒動。
- 1837年（天保8年）- 天保の大飢饉で、当地の人口163人中132人が飢えに苦しむ[1]。
- 1868年（明治元年）- 明治維新。当地は神奈川県に属する。
- 1874年（明治7年）- 大区小区制施行により、当地は第4大区第4小区に属する[2]。
- 1889年（明治22年）- 町村制施行により、田島村が成立。下新田はその大字となる。
- 1923年（大正12年）- 田島村が町制を施行し、田島町となる。田島町下新田となる。
- 1925年（大正14年）- 海岸電気軌道が当地に乗り入れる。
- 1926年（大正15年）- 一部が京町に編入される[1]。
- 1927年（昭和2年）- 田島町が川崎市に編入される。川崎市下新田となる。
- 1936年（昭和11年）- 耕地整理により浅田町が設置され、下新田は消滅。

## 名残り
現代に「下新田」の名を残すものとしては、川崎鶴見臨港バスのバス停が現存している。